# Matt Hardy
Matthew «Matt» Moore Hardy (Cameron, Carolina del Norte; 23 de septiembre de 1974) es un luchador profesional estadounidense más conocido bajo el nombre de Matt Hardy, quien actualmente trabaja en Total Nonstop Action Wrestling (TNA). Es más conocido por su permanencia en la WWE, luchando junto a su hermano Jeff de la vida real como The Hardy Boyz (anteriormente conocido como Team Xtreme). Hardy también ha trabajado para All Elite Wrestling (AEW) y Ring of Honor (ROH).
Matt ha sido tres veces Campeón Mundial, dos veces Campeón Mundial Peso Pesado de la TNA y una vez Campeón de la ECW. Además, dentro de sus logros individuales, destacan sus reinados como Campeón Hardcore, Campeón Europeo, Campeón de Peso Crucero de WWE y Campeón de los Estados Unidos de WWE.
Es 16 veces Campeón Mundial en Parejas tras haber sido cuatro veces Campeón Mundial en Parejas de la TNA, una vez Campeón Mundial en Parejas de la ROH, una vez Campeón Mundial en Parejas de la WCW, seis veces Campeón Mundial en Parejas de la WWE, una vez Campeón en parejas de SmackDown y tres veces Campeón en Parejas de WWE/Raw con MVP, su hermano Jeff y con Bray Wyatt.
Además fue Quinto Ganador del André the Giant Memorial Battle Royal en WrestleMania 34.

## Carrera

### Inicios
Antes de hacer su debut en la World Wrestling Federation con su hermano Jeff, Matt entrenó con el ya retirado luchador Dory Funk, Jr.. Matt, junto con Jeff y sus amigos, crearon su propia organización, llamada Trampoline Wrestling Federation (TWF), donde imitaban los movimientos que veían por televisión. Poco después cambiaron el nombre de la promoción a OMEGA Wrestling, en donde Matt competía bajo el nombre de High Voltage. Poco después, Matt tuvo que cambiarse el nombre debido a que un grupo de la World Championship Wrestling (WCW) estaba usando ese nombre por lo que se lo cambió a Surge.
The Hardys lucharon también para otras organizaciones de lucha libre en Carolina del Norte. En mayo de 1994, Matt consiguió el Campeonato de la NEWA y en marzo de 1995 consiguió el Campeonato en Parejas de la NEWA junto con Venom. Un mes más tarde derrotó a Willow ganando el Campeonato de la NFWA.

### World Wrestling Federation / Entertainment (1998-2005)

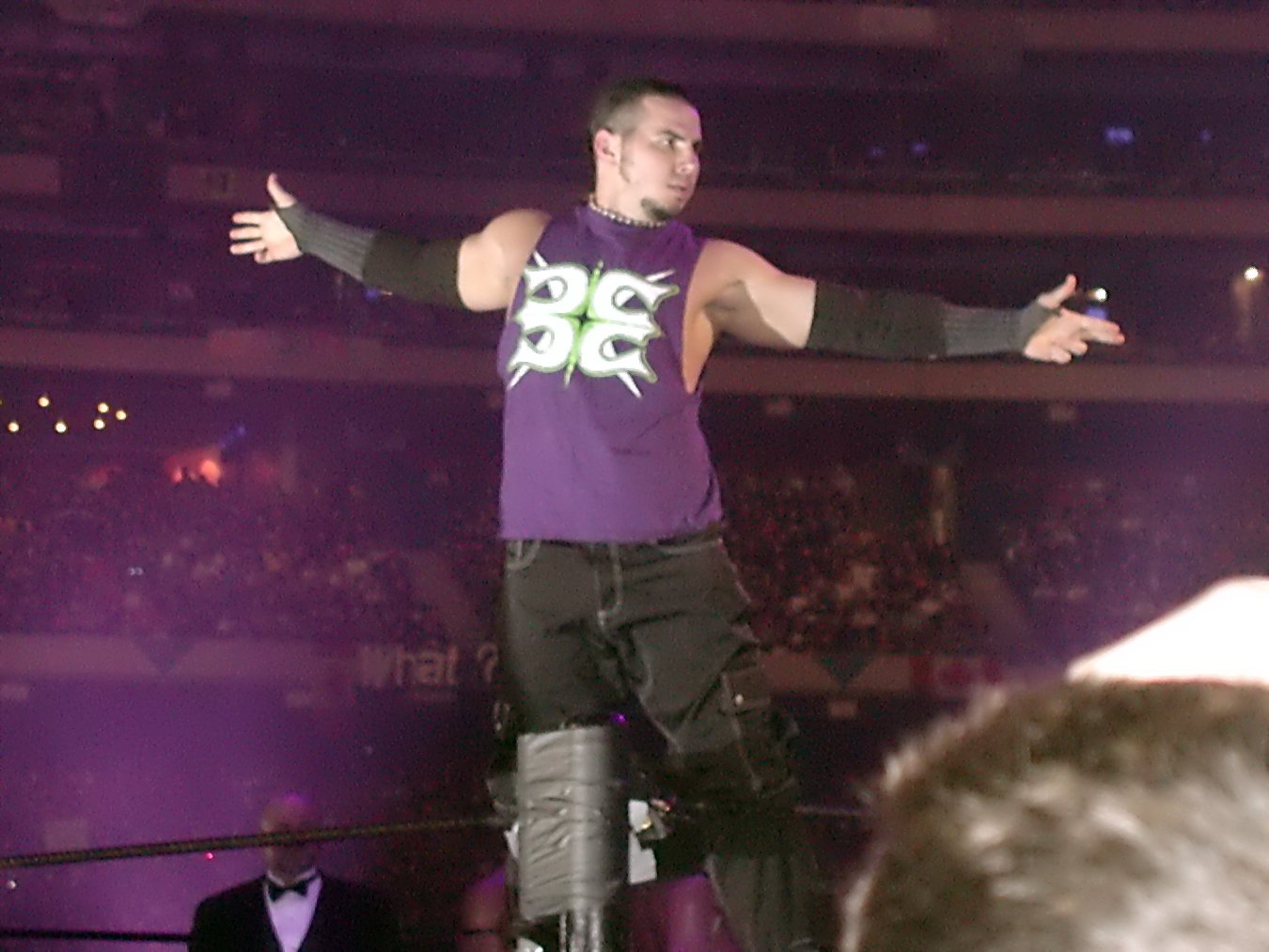
Matt haciendo su entrada en WrestleMania X8.

#### 1998-1999
En 1998, los hermanos Hardy firmaron con la World Wrestling Federation (WWF) y fueron entrenados por Dory Funk, Jr. en su dojo junto con otros luchadores como Kurt Angle, Christian, Test y A-Train. Finalmente debutaron en la WWF a mediados de 1998, formando un equipo llamado The Hardy Boyz (llamado posteriormente The Hardys). Los Hardy lucharon frecuentemente en Shotgun y HEAT durante gran parte del año antes de entrar al plantel principal de Raw. Cuando Edge y Christian crearon el grupo The Brood en 1999, The Hardys comenzaron a ser acompañados al ring por Michael Hayes, quien más tarde se estableció como su mánager. El 29 de junio de 1999, ganaron su primer Campeonato en Parejas de la WWF venciendo a The Acolytes, perdiéndolo un mes más tarde en el evento Fully Loaded ante los mismos.

Después de la disolución de The Brood, The Hardys crearon junto con el exmiembro de dicho equipo, Gangrel, un nuevo grupo llamado The New Brood, comenzando un feudo con Edge y Christian, a quienes derrotaron en No Mercy, ganando los servicios de Terri Runnels como mánager.
 Posteriormente, en Survivor Series y Armageddon, participaron en combates en parejas, sin lograr la victoria.

#### 2000-2001
A inicios de 2000, The Hardy Boys comenzaron a ser acompañados al ring por Lita, con quien formaron el grupo Team Xtreme. Durante el primer trimestre del año protagonizaron varios combates frente a otros equipos tales como The Dudley Boys y Edge & Christian, enfrentándose a los primeros en el Royal Rumble en un Tag Team Table Match; a los segundos en No Way Out; y a ambos en WrestleMania 2000, con una victoria y dos derrotas respectivamente. El combate de WrestleMania, fue elegido por la revista Pro Wrestling Illustrated como la Lucha del año 2000. Después de WrestleMania lucharon ocasionalmente en RAW y SmackDown! contra parejas como los Dudley Boyz, Edge & Christian, Test & Albert y Too Cool. En SummerSlam, fueron derrotados por Edge & Christian en un combate TLC en el que además participaron los The Dudley Boys. En Unforgiven obtuvieron el Campeonato en Parejas de la WWF tras derrotar a Edge & Christian en un Steel Cage Match, pero lo perdieron frente a los mismos en No Mercy. Sin embargo, un día después, recuperaron los campeonatos tras derrotar nuevamente a Edge & Christian, perdiéndolos el 6 de noviembre frente a Right to Censor. En Survivor Series, el equipo de Matt ganó la lucha de eliminación clásica, siendo Jeff el único superviviente del combate.
Durante el mes de diciembre, Team Xtreme tuvo una corta rivalidad con The Radicalz, a quienes se enfrentaron en numerosas ocasiones en RAW y SmackDown!, además de tener un combate en Armageddon, donde salieron derrotados.
En el evento Royal Rumble, Matt participó en el Royal Rumble Match donde fue rápidamente eliminado. Luego, en WrestleMania X-Seven y en Insurrextion, The Hardys se enfrentaron a Edge y Christian, siendo derrotados en ambos combates. En la edición de SmackDown! del 26 de abril de 2001 logró ganar el Campeonato Europeo con ayuda de su hermano y Lita al derrotar a Eddie Guerrero. Hardy defendió el título con éxito ante Guerrero y Christian tres días más tarde en Backlash. A pesar de eso, siguió luchando junto a su hermano en combates de parejas en Insurrextion y Judgment Day. También defendió el título en King of the Ring ante Justin Credible, pero lo perdió el 27 de agosto en RAW ante The Hurricane.
Luego volvió a luchar en la división de parejas, ganando el Campeonato Mundial en Parejas de la WCW el 8 de octubre en RAW al derrotar a Booker T & Test. Durante su reinado, empezaron un feudo con el equipo de The Alliance The Dudley Boyz, perdiendo el campeonato ante ellos el 23 de octubre. Intentaron recuperarlo en Rebellion en un combate donde también participaron The APA (Faarooq & Bradshaw), pero no lo consiguieron. Sin embargo, consiguieron el Campeonato en Parejas de la WWF el 12 de noviembre al derrotar a Booker T & Test, retando a The Dudley Boyz a una lucha de unificiación en Survivor Series. Sin embargo, The Hardys perdieron la lucha y los títulos. Después de perder los títulos Matt tuvo un pequeño feudo con su hermano Jeff lo que les llevó a un combate en Vengeance, donde Jeff salió victorioso.

#### 2002-2005
Jeff y Matt regresaron en el Royal Rumble 2002, sin ninguna mención de su rivalidad anterior, donde fueron rápidamente eliminados por The Undertaker. En No Way Out, The Hardys participaron en un Tag Team Turmoil match pero fueron derrotados por The APA. También participaron en WrestleMania X8 donde fueron derrotados por Billy y Chuck en un combate por el Campeonato Mundial en Parejas. Tras esto, durante el primer Draft, The Hardys se separaron cuando Matt pasó a SmackDown! y Jeff se quedó en RAW. A pesar de eso, continuó haciendo pareja con Jeff en Insurrextion, derrotando a Brock Lesnar & Shawn Stasiak, en Judgment Day perdiendo ante Brock Lesnar & Paul Heyman y en King of the Ring, derrotando a Stevie Richards & Raven. Luego en su etapa individual fue derrotado por Booker T en Rebellion.
En el 2003 participó en el Royal Rumble Match en el evento Royal Rumble siendo eliminado por Brock Lesnar que fue el ganador. Poco después de unirse a SmackDown!, se autonombró Matt Hardy Version 1.0, creando un estilo de vida y llamándose el Gurú del Mattitude, teniendo como seguidores a Shannon Moore y a Crash Holly. Además, comenzó a perder peso por debajo de los 100 kilos para poder luchar en la división Peso Crucero. Una vez estuvo por debajo del límite, consiguió el Campeonato Peso Crucero de la WWE al derrotar a Billy Kidman por el mismo en No Way Out. Luego, empezó un feudo con Rey Mysterio, a quien derrotó en WrestleMania XIX, reteniendo el título. Un mes después, Mysterio consiguió su derrotar a Hardy por el Campeonato Peso Crucero en SmackDown!. Luego en Vengeance participó en el APA Bar Room Brawl donde no pudo ganar y la lucha fue ganada por Bradshaw. Posteriormente en SummerSlam derrotó a Zach Gowen luego que este no pudiera luchar por lesiones declarando el árbitro ganador a Matt. Luego continuó su feudo con Gowen enfrentándose ambos en No Mercy siendo derrotado.
En el 2004, Matt participó en el Royal Rumble Match en Royal Rumble pero fue eliminado por Rene Duprée. Luego fue derrotado por Val Venis en Backlash. Meses más tarde, la novia de Matt Hardy, Lita se hizo el centro de atención de Kane, quien empezó a acosarla. Durante semanas, Kane atacó a Hardy mientras perseguía a Lita. En junio, Lita le dijo a Matt que estaba embarazada, pero una semana después, cuando Matt fue a proponerla matrimonio, Kane le dijo que el bebé era suyo. Ante esto, se pactó una lucha sin descalificaciones entre los dos en Vengeance, donde Hardy ganó el combate. Sin embargo, Lita se hizo un test de ADN y descubrió que el padre era Kane. A pesar de que Matt le dijo que no le importaba y quería casarse con ella, Kane le atacó y se intentó casar con Lita. En SummerSlam, ambos se enfrentaron de nuevo para ver quien se casaría con Lita, ganando Kane el combate. Dos semanas después, durante la boda entre Kane y Lita, Hardy interfirió en la ceremonia, pero Kane le aplicó un "Chokeslam" desde la entrada de escenario, causándole una lesión que lo mantuvo inactivo. Durante su lesión, fue despedido de la WWE el 11 de abril de 2005.

### Circuito independiente (2005)
Después de ser despedido, Hardy empezó a aceptar luchas independientes. Hardy hizo su debut en Ring of Honor (ROH) el 16 de julio, donde derrotó a Christopher Daniels. También participó en el noveno aniversario de la Big Time Wrestling, donde derrotó a Jason Styles. El 29 de julio, en la International Wrestling Cartel, fue derrotado por A.J. Styles. Tras esto, fue contratado de nuevo por la WWE. Sin embargo, luchó dos veces más en ROH, derrotando a Homicide el 12 de agosto y perdiendo ante Roderick Strong el día siguiente. También participó en Wrestlereunion 2, donde perdió junto a Rhino ante Team 3D.

### World Wrestling Entertainment (2005-2010)

#### 2005-2006
Matt hizo su regreso a la WWE en agosto de 2005, empezando de inmediato un feudo con Edge, quien le había quitado a su novia, Lita en la vida real. Matt y Edge se enfrentaron en SummerSlam perdiendo Matt luego que empezara a sangrar. Ambos volvieron a enfrentarse en un Steel Cage match en Unforgiven, donde Hardy ganó después de aplicar un "Leg Drop" desde lo alto de la celda. Además, durante la lucha, aplicó un "Twist of Fate" a Lita. Sin embargo, ambos se enfrentaron de nuevo en Homecoming en un Ladder match en el cual, el ganador obtendía el maletín de Edge del Money in the Bank por una oportunidad por cualquier Campeonato Mundial de la WWE y el perdedor abandonaría RAW. Durante la lucha, Lita interfirió, atacando a Hardy, dándole con esto la victoria a Edge, haciendo que Matt abandonara RAW, yéndose a SmackDown.
Después de dejar RAW, Hardy pasó a formar parte del roster de SmackDown por la iniciativa de Theodore Long de buscar nuevos talentos, derrotando en su primera lucha en la marca a Simon Dean el 21 de octubre. En Taboo Tuesday fue elegido junto a Rey Mysterio para enfrentarse a Chris Masters & Edge, pero se lesionó Edge, por lo que fue sustituido por Snitsky, ganando Hardy & Mysterio la lucha. Luego en los últimos meses del 2005 empezó un breve feudo con JBL enfrentándose ambos en Armageddon siendo derrotado. Participó en la Royal Rumble, pero fue eliminado por Víscera. 
Tras esto, empezó un feudo con MNM (Joey Mercury & Johnny Nitro) por su mánager Melina, haciendo equipo con Tatanka para enfrentarse a ellos en No Way Out, ganando el encuentro. Además, uno de sus compañeros ante MNM fue Road Warrior Animal, con quien empezó un breve feudo luego que este le atacara luego de ser derrotados por MNM cambiando a heel, en el feudo disputaron un combate clasificatorio para el Money in the Bank de WrestleMania 22 el cual ganó clasificando al Money in the Bank. Sin embargo, el encuentro fue ganado por Rob Van Dam, participando también Ric Flair, Shelton Benjamin Finlay y Bobby Lashley.
A mediados de 2006 participó en los cuartos de final de King of the Ring perdiendo ante Booker T.
En The Great American Bash se enfrentó a Gregory Helms perdiendo el combate. Luego de esto continuó su feudo con Helms derrotándole en No Mercy.
En Survivor Series participó en el Team DX (Triple H, Shawn Michaels, CM Punk, Jeff Hardy y el), derrotando al Team Rated-RKO (Edge, Randy Orton, Gregory Helms, Johnny Nitro y Mike Knox).
Luego de Survivor Series The Hardys empezaron un feudo con MNM. El y su hermano Jeff derrotaron a MNM en December to Dismember. Ambos equipos continuaron el feudo teniendo varias peleas por lo que lucharon la revancha en Fatal-Four Way Ladder Match en Armageddon, incluyendo también a los equipos de Paul London & Brian Kendrick, y Dave Taylor & William Regal por los Campeonatos en Parejas de la WWE. Durante la pelea, Mercury recibió un golpe de escalera en la cara, siendo herido legítimamente en un ojo y en parte de su nariz, la cual sangró profusamente, inmediatamente fue llevado a la sala de emergencias de la WWE, abandonando Mercury la pelea. l
2007

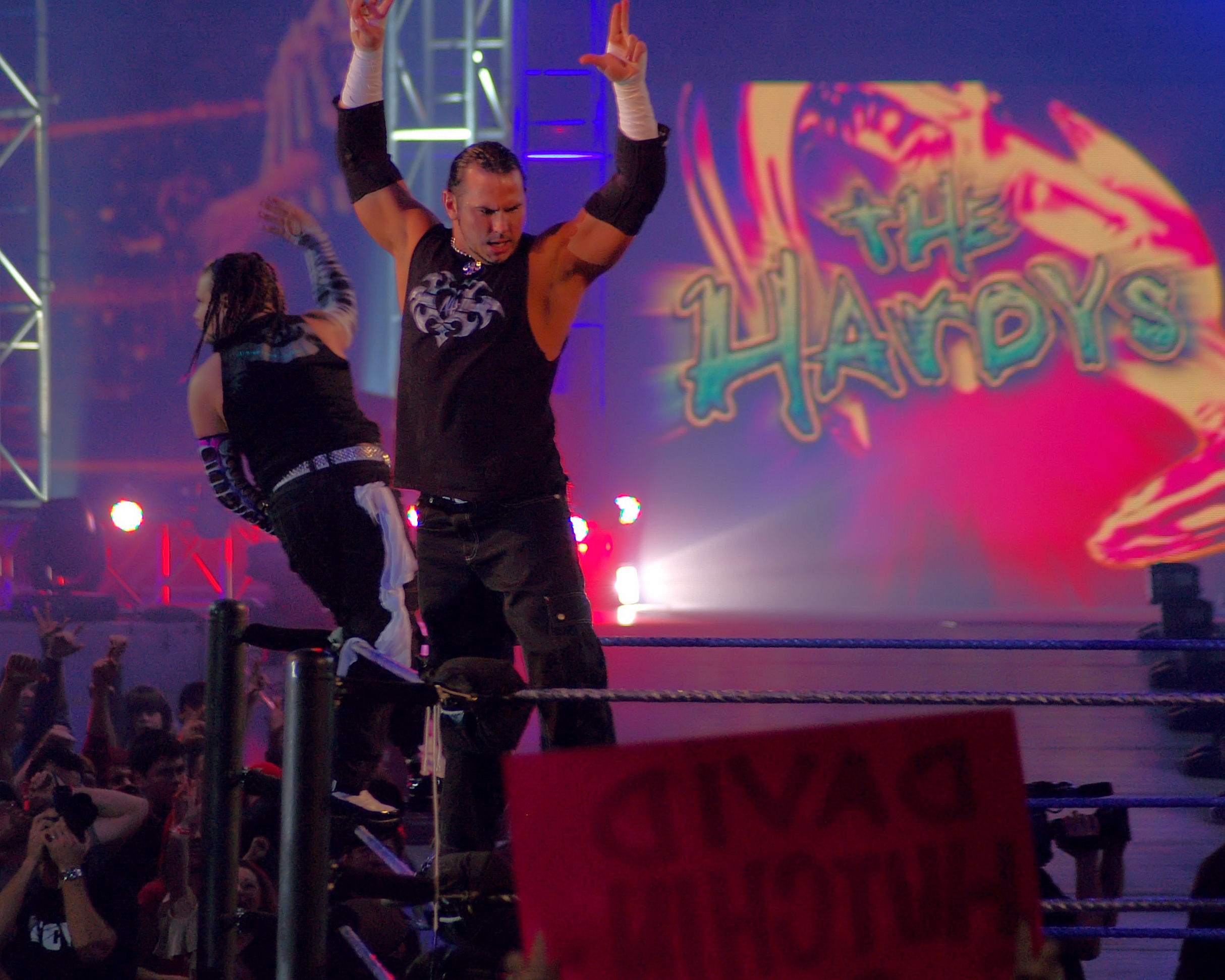
Jeff y Matt en December to Dismember.

Después de terminar su feudo con Gregory Helms, empezó un nuevo feudo junto con su hermano Jeff frente a MNM ya que ellos trataban constantemente de lesionarles en venganza del accidente de Mercury. Este feudo les llevó a enfrentarse en varias ocasiones, en Royal Rumble derrotaron a MNM y más tarde ambos participaron en el Royal Rumble Match donde fueron eliminados Randy Orton y Edge respectivamente. Luego continuaron enfrentando a MNM, finalizando el feudo en No Way Out, donde The Hardys hicieron equipo con Chris Benoit y lograron derrotar a MNM. Ambos participaron en WrestleMania 23 en el Money in the Bank Ladder Match pero no consiguieron ganar. El día siguiente, ambos consiguieron su sexto Campeonato Mundial en Parejas después de ganar una Tag team Battle Royal. The Hardys empezaron un feudo con Lance Cade & Trevor Murdoch, a quienes derrotaron en Backlash y en Judgment Day, reteniendo los títulos. Además, en One Night Stand, The Hardys consiguieron vencer a The World's Greatest Tag Team (Charlie Haas & Shelton Benjamin) en un Ladder match, reteniendo el campeonato. Sin embargo, el día siguiente lo perdieron ante Cade & Murdoch. Luego, tuvieron la revancha en Vengeance, pero fueron derrotados de nuevo.
Después de perder los títulos por parejas, Matt se centró en el Campeonato de los Estados Unidos y luchó por él en el evento The Great American Bash frente a Montel Vontavious Porter pero no consiguió el título. Tras ello, el feudo entre ambos continuó en las siguientes semanas produciéndose enfrentamientos entre ambos en varias disciplinas del deporte como baloncesto o ajedrez. En Saturday Night´s Main Event se pactó un combate de boxeo entre ambos luchadores, pero debido a los problemas de corazón que sufría MVP (kayfabe), este fue sustituido por el campeón mundial pesado de boxeo, Evander Holyfield. El enfrentamiento terminó cuando Holyfield atacó a MVP y levantó el brazo de Matt en señal de victoria.
Matt ganó su primer Campeonato por Parejas de la WWE junto a MVP en la edición de SmackDown! del 31 de agosto de 2007 derrotando a los campeones Deuce 'N Domino. Luego derrotaron nuevamente a Deuce 'N Domino en la revancha en Unforgiven. En Cyber Sunday 2007 pelearía con MVP por su título, en el que el público debería elegir el tipo de combate. Debido a un problema físico de Matt, el sustituto fue Kane, que derrotó a MVP por Cuenta Fuera en un combate con el Campeonato de los Estados Unidos en juego, con lo que MVP retuvo su título.
En la edición de SmackDown! del 16 de noviembre de 2007 perdió junto con MVP su título por parejas frente a The Miz y John Morrison. Después del combate, MVP atacó a Matt en su pierna izquierda lesionándolo de 1 a 3 meses. Debido a esa lesión no pudo competir en Survivor Series. Matt estuvo de visita en RAW en la edición del 31 de diciembre para apoyar a su hermano Jeff pero Randy Orton lo atacó en el backstage lesionándole de 3 a 4 meses.

#### 2008
En el evento Wrestlemania XXIV reapareció atacando a MVP durante la lucha de Money in the Bank, impidiéndole ganar el maletín. En Backlash derrotó a MVP, convirtiéndose así en el Campeón de los Estados Unidos. La semana siguiente en SmackDown!, Matt retuvo el campeonato frente a MVP en un combate de revancha.
En el Draft fue movido a ECW, llevándose consigo el título. En esa misma semana peleó en Night of Champions, donde retuvo su título frente a Chavo Guerrero.
En la edición 4 de julio de Smackdown retuvo su título en un Fatal-Four-Way Match contra Chavo Guerrero, Shelton Benjamin y Mr. Kennedy. En la edición 15 de julio junto con su hermano Jeff Hardy ganó a los campeones por parejas de la WWE (John Morrison y The Miz) en un combate no titular. En The Great American Bash, Matt Hardy perdió el Campeonato de los Estados Unidos frente a Shelton Benjamin.
En la edición de 22 de julio ganó un Fatal-Four-Way Match obteniendo así una oportunidad para luchar contra Mark Henry por el Campeonato de la ECW en SummerSlam. En dicho evento ganó por descalificación, lo que no le permitió ganar el campeonato. En la ECW del 19 de agosto fue derrotado otra vez por Mark Henry en un combate de revancha debido a que Tony Atlas interfirió para ayudar a Mark Henry. Finalmente, en Unforgiven, Matt Hardy ganó el Campeonato de la ECW al derrotar a Mark Henry, The Miz, Finlay y Chavo Guerrero en un Championship Scramble Match. Después en Smackdown tuvo un Triple Threat Match contra Triple H (Campeón de la WWE) y Chris Jericho (Campeón Mundial Peso Pesado), la cual perdió. En No Mercy, logró retener su campeonato tras derrotar a Mark Henry. En Cyber Sunday retuvo el campeonato frente a Evan Bourne y en la edición del 11 de noviembre de la ECW lo hizo frente a Finlay. En Survivor Series fue derrotado en un combate por equipos. Siendo eliminado por Mark Henry vía "World's Strongest Slam" y en Armageddon fue derrotado por Vladimir Kozlov.

#### 2009

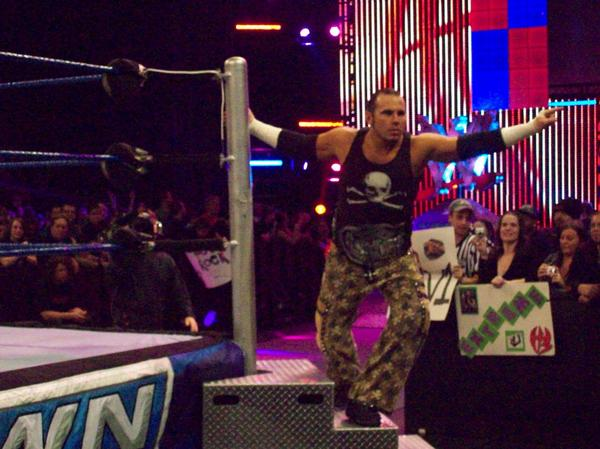
Tras su paso a la ECW, ganó el Campeonato de la ECW, siendo el primer Hardy en ganar un título mundial.

Tras retener el Campeonato de la ECW frente a Chavo Guerrero y derrotar a Mark Henry en combates individuales, perdió el campeonato el 12 de enero ante Jack Swagger. Luego, perdió su revancha en Royal Rumble y se volvió heel al atacar a su hermano Jeff en ese mismo evento. En la edición de ECW posterior al Royal Rumble, el mánager general, Theodore Long, anunció su salida de la ECW para trasladarse a Smackdown!
Durante las siguientes semanas entró en feudo con su hermano Jeff, a quien se enfrentó en WrestleMania XXV en un Extreme rules match, la cual ganó Matt. En la edición del 10 de abril de Smackdown! se enfrentó a su hermano Jeff en una Stretcher Match ganando Matt. El 13 de abril de 2009 fue enviado a la marca RAW debido al Draft 2009 en el que fue atacado por su hermano Jeff Hardy durante su lucha con CM Punk, descalificando a Punk y provocando que Maryse y el Campeonato de las Divas de la WWE pasaran a RAW. Posteriormente, en Backlash perdió ante su hermano en una I Quit match. Luego, en Extreme Rules, tuvo una oportunidad por el Campeonato de los Estados Unidos frente al campeón Kofi Kingston, Montel Vontavious Porter y William Regal, pero no logró ganar.
El 29 de junio del 2009 fue transferido desde RAW a SmackDown!, pero el 2 de julio tuvo que someterse a una cirugía por una lesión en su abdomen.El 7 de agosto regresó a SmackDown como árbitro especial del combate estelar de esa misma noche que enfrentaba a Jeff Hardy contra CM Punk por el Campeonato Mundial Peso Pesado. La lucha la ganó Jeff haciéndole la cuenta de 3 a Punk, pero Matt contó rápidamente para que Jeff pudiese ganar, convirtiéndose nuevamente en face. En Hell in a Cell derrotó en el dark match a Mike Knox. En Bragging Rights, el Team SmackDown (Chris Jericho, Kane, R-Truth, Finlay, The Hart Dynasty (David Hart Smith & Tyson Kidd) & Matt Hardy) derrotó al Team RAW (D-Generation X (Triple H & Shawn Michaels), Cody Rhodes, The Big Show, Kofi Kingston, Jack Swagger & Mark Henry) después de que Big Show los haya traicionado. Inició un feudo con Batista que duró 2 programas de Smackdown en el primero ganó por Descalificasion y el segundo fue derrotado. En Survivor Series, el Team Miz (The Miz, Drew McIntyre, Sheamus, Dolph Ziggler y Jack Swagger) derrotó al Team Morrison (John Morrison, Matt Hardy, Evan Bourne, Shelton Benjamin y Finlay).

#### 2010

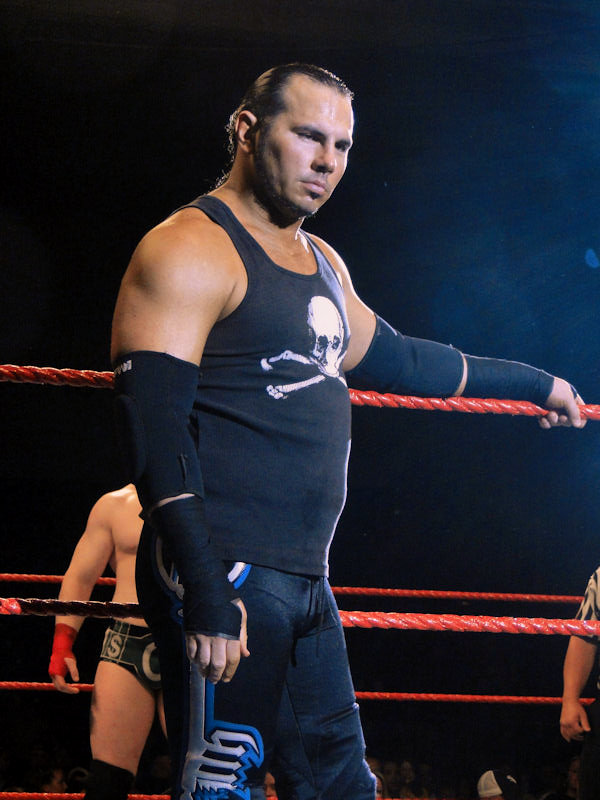
Durante sus últimos meses en la WWE, Hardy publicó una serie de vídeos en contra de la empresa, acabando en su despido.

Hardy participó en una Battle Royal para definir el retador al Campeonato de la ECW, pero no ganó siendo eliminado por el ganador Ezekiel Jackson. Tras esto, participó en el Royal Rumble, entrando de 17, pero fue eliminado por Kane. A la semana siguiente tuvo una relación amorosa con Maria a la que despidieron la semana siguiente. Después perdió ante Chris Jericho en una lucha por participar en la Elimination Chamber por el Campeonato Mundial Peso Pesado. Tras esto derrotó a Drew McIntyre clasificándose para el Money in the bank de Wrestlemania XXVI pero perdió siendo el ganador Jack Swagger. Después de 5 días Drew McIntyre le atacó y empezó un feudo con él. Tras esto Drew McIntyre le volvió a atacar en repetidas ocasiones hasta que Theodore Long le quitó el título a Drew McIntyre y fue despedido (Kayfabe). Tras esto, se tomó un tiempo de descanso para curar lesiones. Regreso en el PPV: Over The Limit, aplicándole Twist of Fate a Drew McIntyre, después de su combate reactivando su feudo. A pesar de ser suspendido por Vince McMahon por sus acciones en Over the Limit, fue elegido para enfrentarse a McIntyre por los fanes el 7 de junio en RAW, lucha que ganó. Tras esto, siguió interfirendo en sus luchas, costándole el Campeonato Intercontinental en dos ocasiones, una en el SmackDown del 1 de junio de 2010 y otra en Fatal 4-Way. Finalmente, regresó oficialmente a la WWE el 25 de junio, derrotando a McIntyre. Tras esto, empezó un feudo con Christian cuando Hardy le atacó durante el segmento de Christian, el Peep Show, y en la siguiente semana Christian se desquito y lo atacó y abandonó en una lucha de parejas. Participó en el SmackDown! Money in the Bank en Money in the Bank, el cual no ganó, siendo el ganador Kane. Tras esto, fue relegado al papel de jobber, perdiendo ante luchadores como Drew Mcintyre o Cody Rhodes. Durante este tiempo, mostró su desacuerdo con la empresa, publicando vídeos y mensajes en internet que le obligaron a mantenerse inactivo hasta que el 15 de octubre de 2010 fue despedido de la empresa.

### Total Nonstop Action Wrestling (2011)
Hardy hizo su debut en la Total Nonstop Action Wrestling (TNA) en el evento Genesis como heel, revelándose como el rival sorpresa que había elegido su hermano Jeff Hardy para Rob Van Dam. Matt ganó la lucha después de un Twist of Hate, aunque el pie de Van Dam estaba debajo de la cuerda. Tras esto, se unió al stable Immortal, donde volvió a luchar junto a su hermano, derrotando a Mr. Anderson & Rob Van Dam. Esto llevó a una revancha entre ambos en Against All Odds, la cual ganó Van Dam. Tras esto, pasó a formar parte de Immortal, adjudicándose a Ric Flair como su mánager al empezar un feudo con el antiguo stable de Flair, Fortune, en especial con A.J. Styles. En Victory Road, Hardy se enfrentó a Styles, pero fue derrotado. Tras esto, en la edición de Impact del 22 de marzo, Hardy se enfrentó contra Sting por el Campeonato Mundial Peso Pesado, pero fue derrotado. Después el 17 de abril en Lockdown, Immortal (Abyss, Bully Ray, Matt Hardy & Ric Flair) fueron derrotados por Fortune (James Storm, Kazarian, Robert Roode & Daniels) en un Lethal Lockdown match. Después en Sacrifice Hardy formó equipo con Chris Harris para enfrentar a Beer Money, Inc. (Robert Roode & James Storm) por los Campeonatos Mundiales en Parejas de TNA siendo derrotados. Luego, fue suspendido indefinidamente de la TNA debido a una intoxicación alimenticia. Luego el día 20 de agosto de 2011 fue despedido de la TNA debido a que se enteraron de que fue arrestado por conducir ebrio.

### Circuito Independiente (2012-2014)

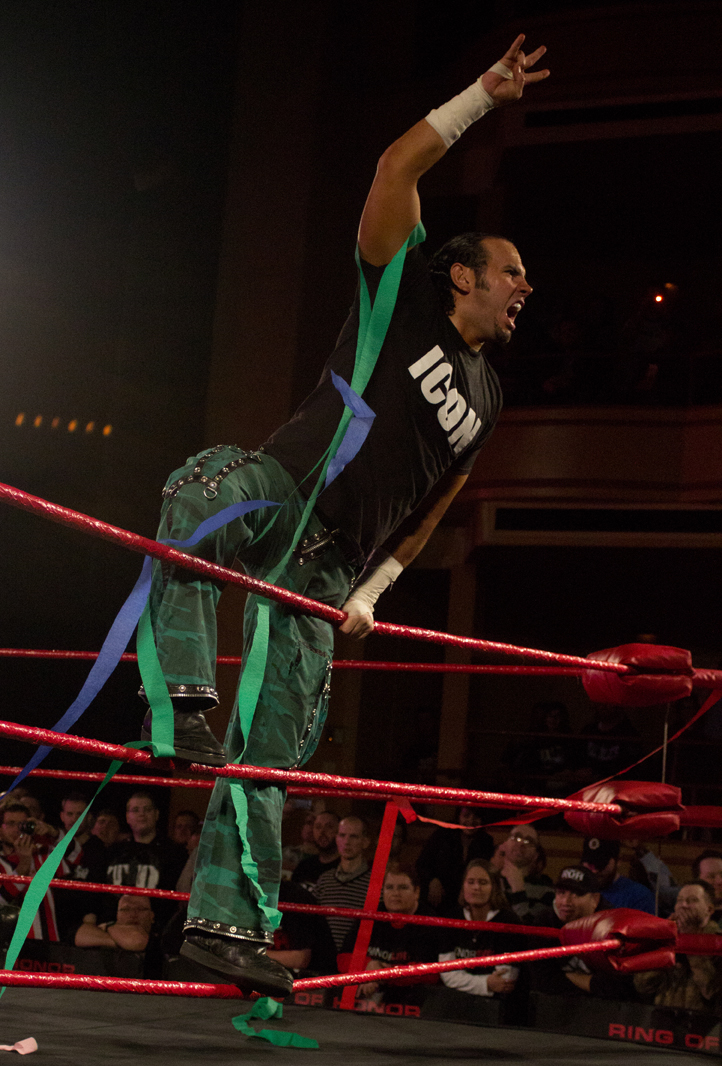
Hardy en Ring of Honor, como miembro de SCUM.

Tras su despido de la TNA, Hardy anunció que se retiraba a tiempo completo de la lucha libre por varias lesiones el 1 de septiembre de 2011. Sin embargo, al año siguiente empezó a hacer apariciones esporádicas en varias empresas, como la Mid Atlantic Championship Wrestling, Pro Wrestling Syndicate y Northeast Wrestling. El 11 de septiembre de 2012, Ring of Honor anunció que haría su regreso a la promoción en Death Before Dishonor X: State of Emergency. En el evento, se encaró a Adam Cole, retándole a un combate por el Campeonato Mundial Televisivo. El 22 de septiembre, derrotó a Sami Callihan en el evento de la Northeast Wrestling, Under the Stars. El 19 de octubre de 2012, fue derrotado por Eddie Edwards en el evento del Scuared Circle Wrestling V2. El 5 de octubre fue derrotado por Kevin Steen en el evento de la Pro Wrestling Xperience, An Evil Twist of Fate. El 26 de octubre, derrotó a Chris Masters en el 16 Anniversary Show de la Big Time Wrestling 16º Anniversary Show. El 10 de noviembre, participó en un evento de la Pro Wrestling Syndicate, donde ganó el Campeonato Peso Pesado.
Matt Hardy se lesionó en el evento principal del IPPV Extreme Rising el domingo 18 de noviembre cuando Luke Hawx lo empujó desde el esquinero cayendo en el suelo. Hardy golpeó duramente el suelo y parecía estar entrando en convulsiones. Logró sentarse antes de que el pay-per-view terminara, pero los funcionarios médicos le dijeron que se acostara nuevamente. El pay-per-view salió del aire con Hardy todavía tendido en el suelo.Hardy terminó regresando a los vestuarios por su cuenta, tras la caída matt sufrió una conmoción cerebral.
El 16 de diciembre en Final Battle: Doomsday, Hardy se enfrentó a Adam Cole en un combate no titular. Durante la lucha, Hardy le aplicó un golpe bajo a Cole y le cubrió con un Roll-Up, ganando la lucha. El 18 de enero se enfrentó al Campeón Peso Pesado de la RPW Robert Anthony en el evento de la Resistance Pro Wrestling Stay Hungry, pero fue derrotado.

### Total Nonstop Action Wrestling (2014-2017)

#### 2014-2015
Luego de ser despedido, se anunció que Matt regresaría a la TNA para volver a hacer equipo con su hermano Jeff. En Destination X, Los Hardys fueron derrotados por los lobos en una lucha por el Campeonato Mundial en Parejas de TNA. A la semana siguiente, Matt era uno de los muchos luchadores de TNA Dixie Carter que dejaron de huir de Equipo 3D, lo que llevó a Carter de ser puesto a través de una mesa. En el episodio del 14 de agosto de Impact Wrestling, Team 3D desafió Los Hardys a una lucha que ganó Team 3D. En la edición Hardcore Justice de Impact Wrestling, Los Hardys y Team 3D hablaron acerca de involucrarse en una lucha con Los Lobos. Cuando se les preguntó a Los Lobos por los dos equipos, ellos estuvieron de acuerdo. Más tarde esa noche, Kurt Angle anunció que los tres equipos competirían en una serie de luchas por los Campeonatos Mundiales en parejas de la TNA, con los mejores de la primera lucha eligiendo la estipulación del siguiente encuentro. Los Hardys ganaron el segundo combate de la serie, en la edición del 10 de septiembre de Impact Wrestling en una lucha de mesas y escaleras. Los Hardys no tuvieron éxito en ganar esa lucha en la edición del 17 de septiembre de Impact Wrestling, siendo Los Lobos los ganadores de esta lucha. Los Lobos escogieron el tercer encuentro como una lucha de caos de metal que tu lugar el día 8 de octubre en la edición de Impact Wrestling. Los Hardys no tuvieron éxito en esa lucha, resultando como vencedores Los Lobos.

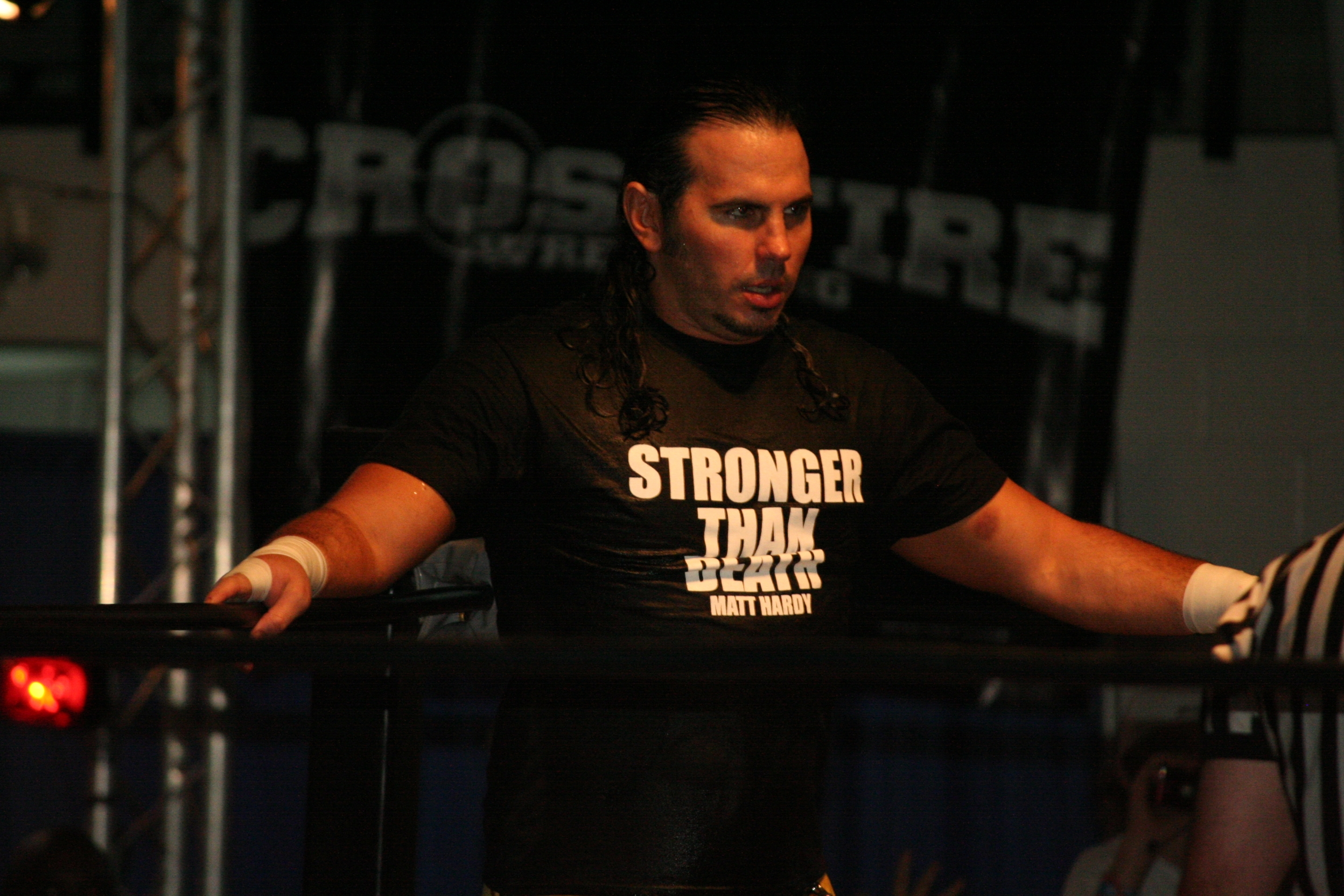
Matt hardy previo al combate que le coronaría campeón mundial

El 22 de octubre de 2014, los Hardys ingresaron a un torneo para ser los contrincantes número uno por los Campeonatos Mundiales en Parejas de TNA, derrotando a The BroMans ( Jessie Godderz y DJ Z ) en la primera ronda del torneo. El 29 de octubre, en un episodio de Impact Wrestling , los Hardys derrotaron al equipo Dixie ( Ethan Carter III y Tyrus) en las semifinales para avanzar a la final del torneo, en el cual derrotaron a Samoa Joe y Low Ki para convertirse en los contendientes número °1 por los títulos en parejas.
El 17 de abril de 2015, los Hardys se convirtieron en los campeones mundiales en parejas de TNA, tras ganar un combate de Ultimate X. No obstante, el 8 de mayo, Matt dejó el campeonato vacante luego de que su hermano Jeff se lesionara la pierna en un accidente practicando Motocross. El 4 de octubre, en Bound for Glory se enfrentó a Ethan Carter III y Drew Galloway en una lucha de tres esquinas por el Campeonato Mundial de Peso Pesado de la TNA, donde en cuya lucha logró ganar el campeonato. En esa lucha su hermano Jeff fue el réferi, y debido a su intervención al final del combate, el título mundial fue declarado vacante pocos días después. Dixie Carter anunció un torneo World Title Series para nombrar a un nuevo Campeón Mundial de TNA, y Matt fue uno de los participantes, logrando avanzar hasta la fina

#### 2016-2017
El martes 5 de enero de 2016, Matt se enfrentó a Ethan Carter III en la final de las World Title Series, resultando EC3 como el vencedor y campeón Mundial de TNA por segunda vez. A la semana siguiente, Matt encaró a EC3 para retarlo nuevamente a una lucha por el título mundial, pero con la condición de que si él perdía, entonces debía marcharse de TNA para siempre, a lo que EC3 accedió. Finalmente ambos se enfrentaron el 19 de enero en una lucha Last Man Standing, en la cual Matt se convierte en Heel, y con ayuda de Tyrus, logra ganar la lucha y coronarse Campeón Mundial Peso Pesado de TNA nuevamente. El 26 de enero en Impact, Matt fue encarado por su hermano Jeff, quien lo increpó por su cambio a rudo, y lo retó a una lucha por su título mundial. La lucha nunca se llevó a cabo, debido a que Jeff fue atacado por Eric Young y Bram. Durante ese ataque, Matt y Tyrus se alejaron del ring, dejando a Jeff a merced de sus atacantes. El 2 de febrero Matt defendió el campeonato frente a Kurt Angle, logrando retener con ayuda de Tyrus y Reby.
Posteriormente, Matt vuelve a enfeudarse con EC3, luchando contra este en Impact Lockdown el 23 de febrero. La lucha fue de "Six sides of steel" en la cual Matt logró retener su título con ayuda de Rockstar Spud. El 15 de marzo en Impact, Matt defendió su título contra EC3 y Jeff Hardy en una triple amenaza, pero en medio de la lucha apareció Drew Galloway, quien utilizó su maletín para involucrarse en la lucha y le arrebató el Campeonato Mundial de TNA. Pronto empezó una rivalidad con su hermano Jeff donde se definió en un I Quit" Match donde el resultado quedó nulo debido a que Matt y Jeff terminaron gravemente lastimados.

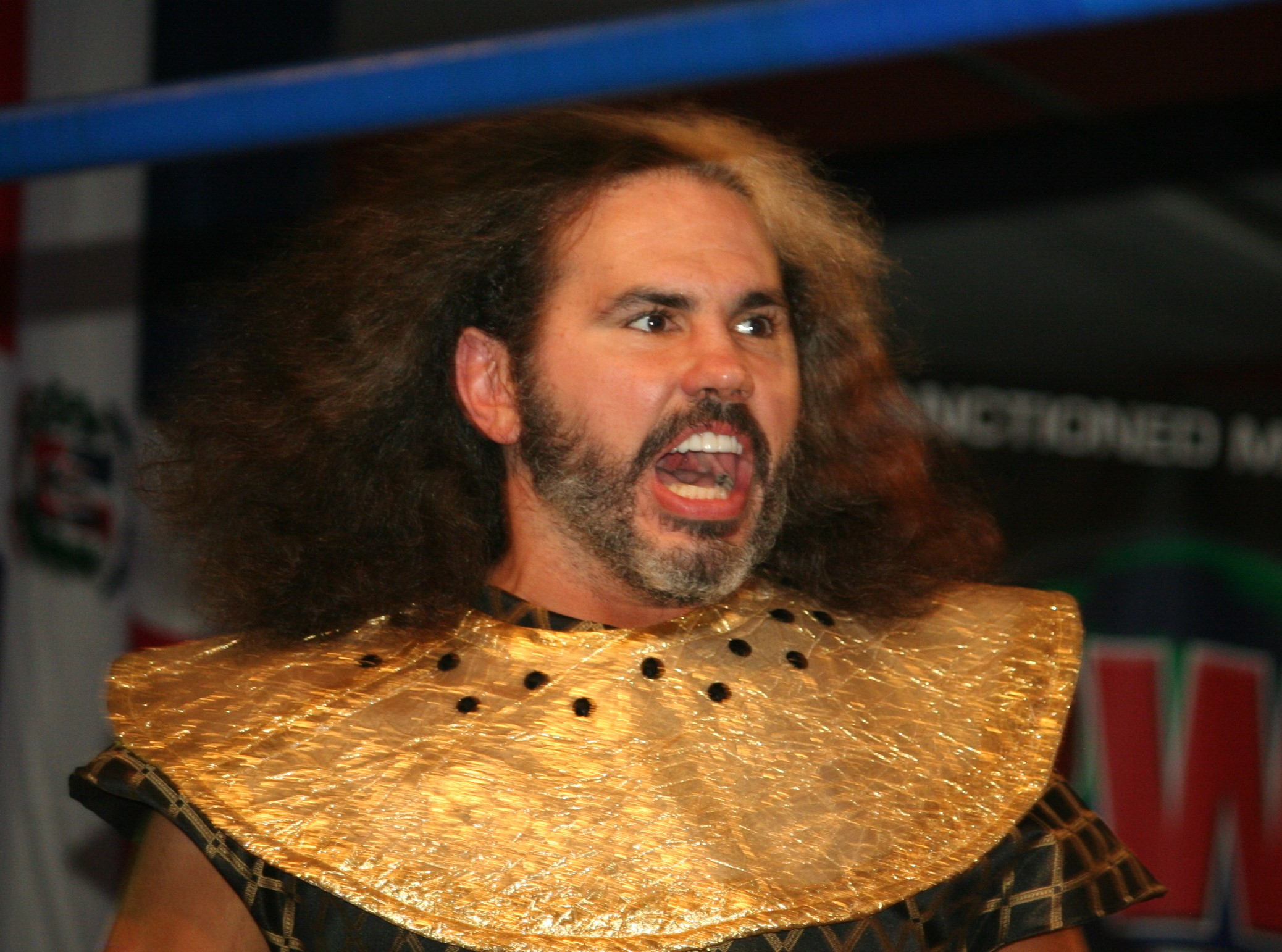
Matt Hardy, con su personaje Broken

El 17 de mayo en Impact Wrestling, Matt apareció como un falso Willow, y se presentó con un nuevo gimmick llamado "Broken" Matt Hardy, atacando a Jeff y llamándole en varias ocasiones Brother Nero. Pronto la rivalidad se intensificó a tal punto de que en Slammiversary, Matt fue derrotado por Jeff en un Full Metal Mayhem Match. El feudo entre ellos continuó hasta el 5 de julio, donde Matt finalmente venció a su hermano en un Final Deletion, realizada a campo abierto, con un ring improvisado, sillas, mesas e incluso fuegos artificiales, Como consecuencia de esto, Jeff no podría usar el apellido Hardy y pasaría a ser sirviente ("Obsolete Mule") de Matt.
El 11 de agosto en Impact Wrestling, se alió con su hermano Jeff para vencer a The Tribunal. Tras esto, Jeff se subió a la esquina y hace un Swanton Bomb sobre una mesa vacía y se alía junto a Matt. Tras esto, el 17 de agosto en Impact Wrestling, se junta con su hermano Jeff y reforman a The Hardys bajo el nombre de The Broken Hardys. Esa noche, ganaron un contrato por los Campeonatos en Pareja de TNA cambiando a Face e iniciando un feudo con el stable "Decay"(Abyss, Crazzy Steve y Rosemary). Tras atacarse mutuamente en varios shows y perder en una lucha conocida como "Delete or Decay" en la misma Mansión Hardy, los Broken Hardys derrotaron a Decay en Bound for Glory, reteniendo los títulos en el evento Total Nonstop Deletion celebrado en la Mansión Hardy ante equipos como Decay, Helms Dynasty (Trevor Lee y Andrew Everett), DCC (James Storm, Eddie Kingston y Bram) y equipos invitados como The Rock 'n' Roll Express (Ricky Morton & Robert Gibson) y The Bruiserweights (John Skyler & Corey Hollis). En ese mismo evento, King Maxel, el hijo de Matt y Reby, debutó como luchador profesional, siendo el más joven de la historia, derrotando a Rockstar Spud con ayuda del Sr. Benjamin, mayordomo de los Hardy. Luego, Matt y Brother Nero iniciaron la "Expedition for Gold", en donde retarían a campeones en parejas de otras compañías, ganando entre otros títulos los de The Crash Wrestling de México y Wrestling Superstar, previo a retar a los Campeones de Parejas de Ring of Honor The Young Bucks (Matt y Nick Jackson) ; .El 28 de febrero expiró su contrato con Total Nonstop Action Wrestling.

### Ring of Honor y promociones independientes (2016-2017)
Aun siendo Campeones en parejas de Impact Wrestling, los Broken Hardys comenzaron la "Expedition of Gold" retando y venciendo a campeones de parejas de otras promociones. Tras desafiar a los Young Bucks por el Campeonato de Parejas de Ring of Honor, los vencieron, ganándolos. En una revancha celebrada el 1 de abril de 2017, los Bucks recuperaron sus campeonatos en una Ladder Match.
Participaron del primer evento de la promoción peruana Imperio Lucha Libre venciendo a Penta el 0 Miedo y Rey Fénix, y a Nueva Orden Hispana (Axl y Al-Cold) en el evento central.

### WWE (2017-2020)

#### 2017
En WrestleMania 33, Matt hizo su regreso a WWE después de 8 años, en compañía de su hermano Jeff, entrando como participantes sorpresa en el Fatal 4-Way Match que incluían a Cesaro & Sheamus, Enzo & Cass y Gallows & Anderson. Esa misma noche, derrotaron a sus oponentes donde ganaron los Campeonatos en Parejas de Raw.
El 3 de abril en Raw, derrotaron a Gallows & Anderson reteniendo los títulos. El 10 de abril en Raw, derrotaron junto a Cesaro & Sheamus a Gallows & Anderson y The Shining Stars. Tras esto, durante las siguientes semanas, Matt y Jeff derrotaron de manera individual a Cesaro y Sheamus. En Payback, vencieron a Cesaro & Sheamus. Tras la lucha, fueron atacados por estos.
El 22 de mayo en Raw, derrotó a Sheamus, en un combate en el cual quien fuese ganador elegiría la estipulación del combate en Extreme Rules. Como Hardy ganó, determinó un Steel Cage Match. En Extreme Rules, fueron vencidos por Cesaro & Sheamus en un Steel Cage Match, perdiendo los campeonatos. En busca de una revancha titular, en Great Balls of Fire, fueron derrotados por Cesaro & Sheamus en un 30-Minute Iron Man Match, finalizando su rivalidad. El 10 de julio en Raw, fueron atacados por The Revival (Dash Wilder y Scott Dawson). Debido a la lesión de Dawson, la rivalidad fue descontinuada por lo que Matt y Jeff pasaron a luchas no televisadas. Debido a la lesión de Jeff, Matt tuvo una racha de derrotas en individual.
El 27 de noviembre en Raw, fue derrotado por Bray Wyatt. Tras esto, empezó a hacer sus clásicos ademanes de su gimmick antiguo Broken. El 4 de diciembre en Raw, apareció bajo el apodo "Woken" (un gimmick similar al de Broken), desafiando a Bray Wyatt, recibiendo una gran aceptación del público. Tras semanas de careos,el 25 de diciembre en Raw, Hardy apareció para atacar a Wyatt.

#### 2018
El 8 de enero en Raw, Matt reapareció derrotando a Curt Hawkins. El 15 de enero de Raw, Matt derrotó a Heath Slater. El 22 de enero en el 25th Anniversary to Raw, fue derrotado por Wyatt. Después de la lucha, reapareció Jeff para ayudar a su hermano, cantando "Obsolete" (canción de The Broken Hardys).
En Royal Rumble, entró con el #19, pero se autoeliminó con Bray Wyatt. El 29 de enero en Raw, fue derrotado por Elias en una lucha de clasificación para Elimination Chamber, gracias a una distracción de Bray Wyatt. El 5 de febrero en Raw, Matt atacó a Bray Wyatt después de que este perdiera su lucha contra Roman Reigns. El 12 de febrero en Raw, participó en una lucha clasificatoria donde estaban Bray Wyatt, Finn Bálor, Seth Rollins y Apollo Crews en un Fatal 5-Way Match por una nueva oportunidad para luchar en el Elimination Chamber Match, pero no logró ganar la lucha siendo los ganadores Rollins y Bálor.
En Elimination Chamber, derrotó a Wyatt. El 26 de febrero en Raw, Wyatt reclamó una revancha ante Hardy. El 5 de marzo en Raw, Hardy aceptó una lucha más con Wyatt la cual fue denominada como "The Ultimate Deletion" (otra referencia a su gimmick Broken). El 19 de marzo en Raw, derrotó a Wyatt en The Ultimate Deletion, finalizando así su rivalidad. El 2 de abril en Raw, derrotó a Goldust.
En WrestleMania 34, ganó el André the Giant Memorial Battle Royal eliminando a Baron Corbin con ayuda de Wyatt. El 9 de abril en Raw, Matt y Wyatt formaron equipos para un torneo por los vacantes Campeonatos en Parejas de Raw, en esa misma noche, derrotaron a Apollo y Titus O'Neil. El 16 de abril en Raw, derrotaron a The Revival, ganando una oportunidad titular por lo Campeonatos en Parejas de Raw. El 23 de abril en Raw, derrotaron a The Ascension.
En Greatest Royal Rumble, derrotaron a Cesaro & Sheamus, ganando los vacantes Campeonatos en Parejas de Raw. El 7 de mayo en Raw, derrotaron a Curtis Axel y Bo Dallas. La semana siguiente de Raw del 14 de mayo, se enfrentaron a The Revival donde se llevaron la victoria. Luego de 2 semanas de ausencia, en el episodio de Raw del 28 de mayo se enfrentaron a The Ascension donde Matt y Bray salieron victoriosos. El 4 de junio en Raw, hablaron de sus próximos retadores que no importaban como eran, en esa misma noche Curtis Axel y Bo Dallas ganaron una Battle Royal Match por equipos para una oportunidad por los Campeonatos en Parejas de Raw. El 11 de junio en Raw, felicitaron a sus retadores luego de su combate que tuvieron, para después decirles que van a perder contra ellos y que acabarán con su mini-racha de victorias que tienen. En el episodio de Raw del 18 de junio, lucharon contra Heath Slater y Rhyno donde Matt y Bray se llevaron la victoria. El 25 de junio en Raw, se enfrentó contra Curtis Axel donde Hardy perdió el combate. En el episodio de Raw del 2 de julio, fue derrotado de nuevo por Curtis Axel. El 9 de julio en Raw, se enfrentó a Bo Dallas donde otra vez fue derrotado aunque después de su derrota atacó a Dallas.
En Extreme Rules, perdieron los Campeonatos en Parejas de Raw contra The B-Team (Curtis Axel y Bo Dallas). En el episodio de Raw del 16 de julio, hablaron con The B-Team que la próxima semana van a tener su revancha por los Campeonatos en Parejas. El 23 de julio en Raw, se enfrentaron a The B-Team en su revancha por los Campeonatos en Parejas donde The B-Team retuvieron sus títulos aunque luego atacaron a los campeones. La siguiente semana en Raw, confrontaron a The B-Team que los iban a borrar con su popular frase "Deleted" aunque luego fueron confrontados por The Revival que luego se atacaron, en esa misma noche tuvieron una lucha con el mismo The Revival donde Matt y Bray fueron derrotados. En el episodio de Raw del 6 de agosto, interfirieron en el combate de The B-Team y The Revival atacándolos a ambos. El 13 de agosto en Raw, tuvieron una lucha con The B-Team por los Campeonatos en Parejas en un Triple Threat Match incluyendo en la lucha a The Revival donde Hardy y Wyatt perdieron la lucha. Después de esto, Hardy reveló que se estaba tomando un descanso debido a que su espalda se había fusionado con su pelvis, disolviendo el equipo de manera efectiva. A pesar de las burlas de jubilación, Hardy negaría los rumores de jubilación en The Ross Report. El 2 de noviembre, regresó al ring en un WWE Live Evento en Madrid, España.

#### 2019-2020
En 26 de febrero del 2019, regresaría a los encordados en la edición de Smackdown Live, haciendo pareja con su hermano Jeff de nueva cuenta, enfrentando a The Bar, ya recuperado de sus lesiones. Tras varios combates en parejas, The Hardys participaron en WrestleMania 35 en el André the Giant Memorial Battle Royal, donde ambos aguantaron hasta el final pero fueron eliminados por Braun Strowman, quien fue el ganador. La semana siguiente en SmackDown, derrotaron a The Usos ganando los Campeonatos en Parejas de SmackDown por primera vez en su carrera. Posteriormente, empezaron una rivalidad con Lars Sullivan. Durante esta rivalidad, Jeff resultó lesionado, por lo que tuvieron que entregar los Campeonatos en Parejas de SmackDown. A partir de ese momento, Matt hizo apariciones esporádicas en SmackDown, siendo parte de los luchadores que perseguian a R-Truth por el Campeonato 24/7, sin embargo no lo ganó, luego dejaría de aparecer en televisión y lucharía más en los House Shows. Regresó en el Raw del 25 de noviembre, siendo derrotado por Buddy Murphy. En el Raw del 16 de diciembre participó en una Gauntlet Match por una oportunidad al Campeonato de los Estados Unidos de Rey Mysterio, entrando de #4, pero fue eliminado por Ricochet.
A principios de 2020, se rumoreaba que la salida de Matt de la WWE sería inminente, ya que su contrato expiraba en marzo y no había noticias de renovación. La causa era por razones creativas, no económicas. En el Raw del 20 de enero fue derrotado por Erick Rowan. En febrero se encaró con Randy Orton, increpándole por haber atacado a Edge. Finalmente, Randy le aplicaría un RKO a Matt y le daría un sillazo en la cabeza. La semana siguiente, se planeó un combate sin barreras en Raw entre ambos, pero Matt no recibió el alta médica para luchar. Sin embargo, volvió a salir para increpar a Orton. Esto desembocó en una paliza de Orton hacia Matt, golpeandolo varias veces con la silla en la cabeza, teniendo que ser retirado en camilla.
El 2 de marzo, Hardy anunció su salida de WWE a través de su canal oficial de YouTube, donde Hardy dijo que aunque está agradecido con la gente detrás de escena, comentó que también está en diferentes páginas con WWE, ya que siente que necesita tener aportes creativos y cree que todavía tiene más para dar.

### All Elite Wrestling (2020-2024)
En la edición del 18 de marzo de AEW Dynamite, Hardy hizo su debut bajo su personalidad "rota" cuando se reveló que era el quinto miembro (reemplazando al herido Nick Jackson) del equipo The Elite en Blood and Guts. El 6 de mayo en Dynamite, Hardy luchó en su primer combate con AEW, uniéndose a Kenny Omega para una pelea callejera contra Le Sex Gods (Chris Jericho y Sammy Guevara). Hardy y Omega perdieron cuando Jericho cubrió a Omega. El 13 de mayo en Dynamite, Hardy y Omega nuevamente se unieron para enfrentar a Santana & Ortiz, esta vez ganando después de que Hardy cubrió a Ortiz. El 20 de mayo de Dynamite, Hardy luchó en su primer combate uno contra uno en AEW, derrotando a Sammy Guevara por pinfall.
Hardy se asoció con The Elite contra The Inner Circle en el primer combate "Stadium Stampede" en Double or Nothing obtienendo su victoria. Durante la lucha, Santana y Ortiz sumergieron a Hardy en la piscina del estadio, que actuó como una versión del Lago de la Reencarnación, mientras Hardy seguía repitiendo sus diversos trucos a lo largo de su carrera cuando emergió. Desde entonces, comenzó a referirse a sí mismo como el "Multifarious" Matt Hardy, lo que le permitió asumir cualquiera de sus múltiples trucos. Durante las siguientes semanas, Hardy tuvo su rivalidad con Sammy Guevara. En Dynamite, Guevara estropeó un tiro de silla y abrió a Hardy. Guevara derrotó a Hardy en una pelea de mesas. El 5 de septiembre en All Out, Hardy y Guevara se enfrentaron en un Broken Rules Match. Durante el combate, ambos caen contra una mesa, pero la cabeza de Hardy golpea el suelo. Hardy ganó la lucha, pero fue enviado al hospital. La semana siguiente, anunció que se tomaría un tiempo libre para recuperarse.
Poco después, Hardy cambió a su personaje de Matt Hardy "Big Money" mientras se concentraba en la gestión de Private Party. Durante las siguientes semanas, Hardy mostraría tácticas malvadas cuando comenzó a hacer trampa durante los partidos para consternación de Private Party. En el episodio del 20 de enero de 2021 de AEW Dynamite, Hardy y Private Party derrotaron a Matt Sydal y Top Flight después de usar una silla de acero antes de atacar a Sydal y Top Flight después, consolidando así su giro de talón. En el episodio del 16 de diciembre de Dynamite, Hardy y Private Party se unieron para enfrentarse a "Hangman" Adam Page, John Silver y Alex Reynolds de The Dark Order en un esfuerzo ganador.
Dirigiéndose al pago por evento Revolution de AEW, Hardy se acercó a Adam Page para acompañarlo y hacerse amigo de él. Sin embargo, durante los partidos de parejas, Hardy siempre se etiquetaría a sí mismo y obtendría la victoria de su equipo a instancias de Page. Después de que Page estableció una pelea entre Hardy y él mismo, Hardy traicionó a Page, con Private Party y The Hybrid 2 atacando a Page hasta que The Dark Order salió a salvarlo. En el pay-per view, Hardy sucumbió a Page a pesar de las múltiples interferencias de Private Party.
Después de Revolution, Hardy se convirtió en el gerente de otro equipo, The Butcher & The Blade (con su ayuda de cámara Allie a cuestas), y junto con Private Party, el establo (incluido el propio Hardy) se hizo conocido como Matt Hardy Empire antes de establecerse en el nombre The Hardy Family Office. Hardy agregó oficialmente a Angélico & Jack Evans, conocido como The Hybrid 2, a su grupo en julio después de haberlos contratado previamente como mercenarios. En Double or Nothing (2021), Hardy compitió en el partido Casino Battle Royale, pero fue eliminado por Christian Cage. Esto llevó a un combate entre los dos en Fyter Fest, donde Hardy fue derrotado.
El 8 de abril de 2024, se informó que el contrato de Hardy había expirado y había decidido no volver a firmar.

### Segundo regreso a TNA (2024-presente)
Hardy hizo su sorpresivo regreso a TNA el 20 de abril de 2024 en Rebellion, volviendo a su personaje "Broken" y atacando al Campeón Mundial de TNA Moose. El 14 de junio en Against All Odds, Hardy desafió sin éxito a Moose por el campeonato. Después del combate, el hermano de Hardy, Jeff, regresó a TNA para ayudar a Hardy de un ataque posterior al combate de Moose. En Bound for Glory de ese año, The Hardys derrotaron a The System y ABC en un Full Metal Mayhem Match para ganar el Campeonato Mundial en Parejas de TNA por tercera vez.

## Vida personal

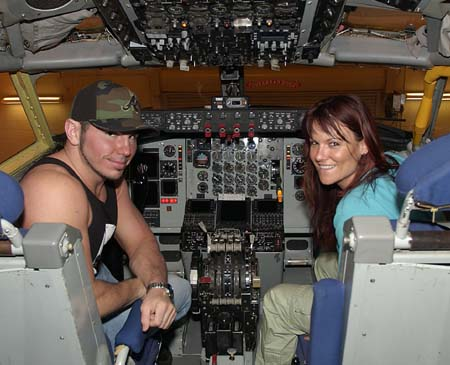
Hardy y su exnovia, Amy "Lita" Dumas

### Primeros años
Matt es el hijo mayor de Gilbert y Ruby Moore Hardy y el hermano mayor de Jeff Hardy. Su madre murió de cáncer cerebral en 1986.
Durante su infancia, Hardy jugó al béisbol, deporte que siguió practicando en la universidad, pero lo dejó durante su año como sénior.
También fue jugador de fútbol americano, en la posición de linebacker o defensive end.
Hardy fue un buen estudiante en la Unión Pines High School, en Carolina del Norte y fue nominado al "Morehead Award", una plaza para cualquier universidad del estado. Hardy asistió a la Universidad de Carolina del Norte en Charlotte, donde se graduó en ingeniería; pero un año después dejó la carrera por una enfermedad de su padre. Luego, asistió al Sandhills Community College en Pinehurst, Carolina del Norte, para graduarse como asociado.

### Relaciones
Tuvo una relación de seis años con la luchadora profesional Lita. Se conocieron en enero de 1999, en un evento de la NWA Mid-Atlantic, pero no salieron hasta unos pocos meses después. Sin embargo, rompieron cuando Dumas empezó a salir con el amigo de Matt, Adam Copeland, conocido como "Edge", en febrero de 2005. A pesar de mantenerse separados, Matt ha afirmado en varias entrevistas que siguen siendo buenos amigos. También salió con Ashley Massaro.
En febrero de 2011, Hardy empezó a salir con Reby Sky. Matt y Rebby se casaron el 5 de octubre de 2013 en una ceremonia realizada en su casa en Carolina del Norte. Tienen tres hijos: Maxel (nacido el 23 de junio de 2015), Wolfgang "Wolfie" Xander (nacido el 8 de junio de 2017) y Bartholomew "Bartie" Kit (nacido el 4 de diciembre de 2019); y una hija Ever "Eevee" Moore (nacida el 11 de julio de 2021).
Matt es un buen amigo de Marty Garner, Shannon Moore y Gregory Helms.

### Arrestos, presunto suicidio y rehabilitación (2011)
El 20 de agosto de 2011, según la página web TMZ.com, anunció en su página que Hardy había sido arrestado el 20 de agosto en Carolina del Norte por conducir bajo efectos de alcohol. Debido a esto, se le imputaron los cargos de conducción temeraria, citándole en el juzgado el 11 de octubre. Cuatro días después, tuvo que ser hospitalizado al caerse por las escaleras de su casa. El 30 de agosto de 2011 subió a Youtube un vídeo en el que se despedía para siempre de sus fanes diciendo: Adiós mundo… Mi tiempo aquí está casi completo… Solo tengo algunas horas y minutos más…. Los ame a todos… Sin importar como se sientan sobre mí… los extrañare a todos… Septiembre 23 1974 – Agosto 31 2011, dando a entender que iba a suicidarse. El vídeo llamó la atención de la policía, fue a su casa para asegurarse de que no se había suicidado.
Horas después subió otro video donde aclaraba: Todos … Estoy más vivo y bien que nunca … la metamorfosis está completa … No estén asustados, estén emocionados … Agosto 31, 2011 es el inicio de mi nuevo Génesis … refiriéndose a su retiro de la lucha libre profesional.
El 14 de septiembre fue arrestado por segunda vez en el mes, por la policía de Carolina del Norte por conducir en estado de ebriedad
El 19 de septiembre anunció por medio de YouTube que aceptaría la ayuda de la WWE, para someterse al Programa de Rehabilitación para antiguos talentos.
Pero un día después se anunció que una semana atrás, Matt volvió a ser arrestado por tercera ocasión en el mes pero esta vez por posesión de drogas. El 19 de noviembre, fue expulsado del programa de rehabilitación por fallar un test de alcoholemia. Tras fallarlo, Hardy fue arrestado por violar la orden de la corte al regresar a Carolina del Norte, enfrentándose a una pena de cárcel con una fianza de un millón de dólares. Después, salió de la cárcel bajo fianza.

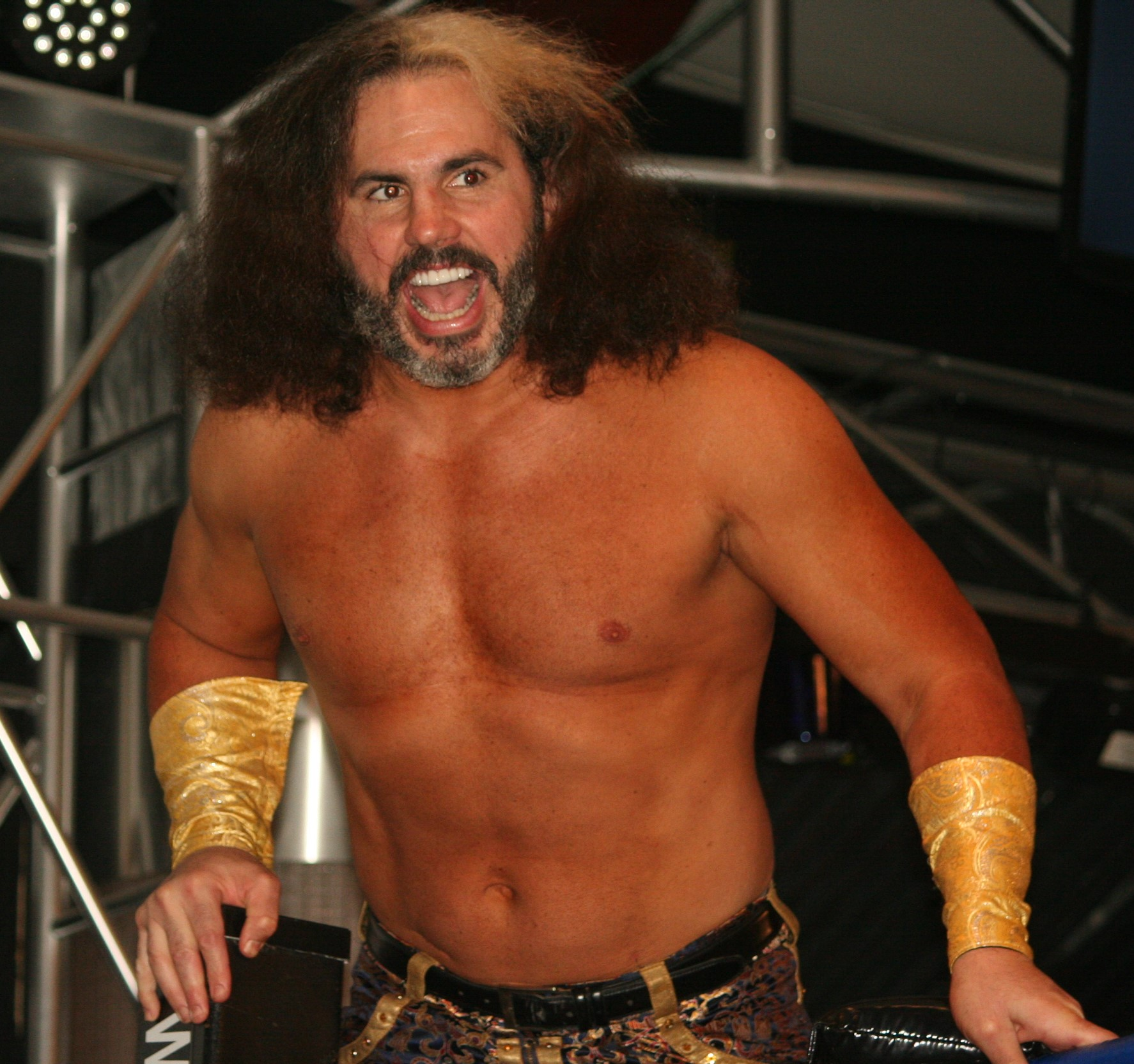
Matt como "Broken".

### El concepto Broken y litigios con Impact Wrestling (2016-2018)
El 17 de mayo de 2016 en Impact Wrestling, Matt Hardy apareció disfrazado de Willow (un gimmick de su hermano Jeff) sólo para atacar a su hermano, revelando un nuevo gimmick que sería revelado como "Broken Matt Hardy". Este consistía en un personaje paranoico y bizarro, el cual tenía un mechón de cabello cano y usaba chaquetas oscuras y gabardinas extravagantes, cuya mentalidad obsesionada se dirigía inicialmente contra su hermano Jeff (a quien llega a referirse como Nero, el segundo nombre de Jeff). El 5 de julio en Impact Wrestling, Matt derrotó a Jeff en un Final Deletion, estilo de lucha que sería parte del gimmick de Hardy. A partir de la rivalidad entre Matt y Jeff y la posterior alianza entre ellos, es que se da a conocer el concepto Broken Universe, el cual constaba de muchos términos particulares y gimmicks dados al entorno de Matt. Debido al gran éxito del Broken Universe, Impact Wrestling logró tener un alto nivel de popularidad gracias a los hermanos Hardy.
Después de ganar los Campeonatos en Parejas de la TNA, el 3 de marzo de 2016, finalizó el contrato de Matt y Jeff con TNA y aunque hubo negociaciones para renovar, ambos decidieron dejar la empresa. Para no alterar los planes dentro de la empresa, se creó el segmento donde Matt y Jeff anuncian el "Expedition of Gold" donde partirían en busca de otros campeonatos en parejas en diversas promociones de lucha libre. Con esto, se declararon los campeonatos vacantes.
Como parte del Expedition of Gold, Matt y Jeff ganaron los Campeonatos Mundiales en Parejas de la ROH entre algunos títulos en otros lugares pero debido a la popularidad del Broken Universe, la nueva administración de TNA Anthem Sports & Entertainment exigió a ROH a que no se haga mención a cualquier cosa relacionada al concepto mientras que éstos estuvieran en dicha empresa. El problema era que Matt y Jeff tenían libre control creativo sobre el concepto. Pronto se desarrollarían diversas batallas legales entre Anthem y Hardy por el control del Broken Universe. A esto, se aumenta las duras críticas y referencias de Rebecca Hardy, esposa de Matt, hacia Anthem a través de Twitter, reclamando sobre la autoría intelectual del Broken Universe sobre Matt Hardy.
En noviembre de 2017, Impact Wrestling cambió su política, permitiendo que todos los luchadores tengan control total sobre la propiedad intelectual de sus personajes, pero esta decisión haría perder la propiedad sobre el Broken Universe, ya que bajo ese término Hardy es dueño del concepto. Debido al regreso de Matt y Jeff a WWE y el apoyo de los fanáticos, la empresa de Vince McMahon decidió crear un concepto similar al del Broken Universe donde Matt recibió el apodo de "Woken", esto para no batallar con los problemas legales del concepto Broken. El 31 de enero de 2018, se determinó el fallo legal a favor de Hardy, quien tendría a su propiedad el Broken Universe, bajo la condición de que sólo lo sería mientras sea usada en Estados Unidos en diversas empresas como WWE y ROH. En diciembre de 2019 Matt Hardy declaró que quiere dedicar lo que le queda de carrera a ayudar a los luchadores jóvenes.

#### Características del Broken Universe
Como parte del Broken Universe, están involucrados algunos personajes como:
- Broken Matt Hardy: Nombre dado a Matt Hardy. En WWE, fue renombrado como Woken Matt Hardy.
- Brother Nero: Nombre dado a Jeff Hardy
- The Broken Hardys: Nombre dado al stable formado por Matt y Jeff.
- Vanguard 1: Nombre dado al dron que usaba Matt. Dejó de aparecer cuando este fue destruido por Chris Jericho y The Inner Circle durante un episodio de AEW Dynamite.
- NEO 1: Nombre dado al dron que usa Matt. Este reemplaza a Vanguard 1.

Fuera de esto, existen otros que nacieron como consecuencia del concepto, tales como:
- Queen Rebecca: Nombre dado a Rebecca Hardy, esposa de Matt.
- King Maxel: Nombre dado a Maxel Hardy, hijo mayor de Matt y Rebecca.
- Lord Wolfgang: Nombre dado a Wolfgang Hardy, hijo menor de Matt y Rebecca.
- Señor Benjamin: Nombre dado al suegro de Matt y padre de Rebecca.
- Brother Zay: Nombre dado a Isiah Kassidy, esto como asociado de Matt dentro de AEW.

Además, existen términos que se originaron con el Broken Universe:
- Delete / Obsolete: Términos usados por Matt, Jeff y los fanáticos.
- Damascus: Término usado por Matt para referirse a una fuerza mística que se apodera de él. Este término empezó a ser utilizado desde su ingreso a AEW.
- The Great War: Término usado por Matt para referirse a una dura rivalidad.
- The Hardy Compound: Nombre dado a la casa de Matt en Cameron, Carolina del Norte.
- Dome of Deletion: Nombre dado al sitio de entrenamiento de Matt y Jeff.
- Lake of Reincarnation: Nombre dado al lago que se ubica cerca de la residencia de Hardy.
- Land of Obsolete Man: Nombre dado a un terreno donde están varias cruces (al estilo The Hardy Boyz).
- The Final Deletion: Nombre dado al estilo de lucha donde participase Matt. Se caracteriza por ubicarse en la residencia de Matt, donde existe un ring al aire libre. La estipulación es un No Disqualification, No Holds Barred, No Count-out Match. En WWE, fue renombrado como The Ultimate Deletion, y en AEW como The Elite Deletion.

## Campeonatos y logros
- International Wrestling Cartel

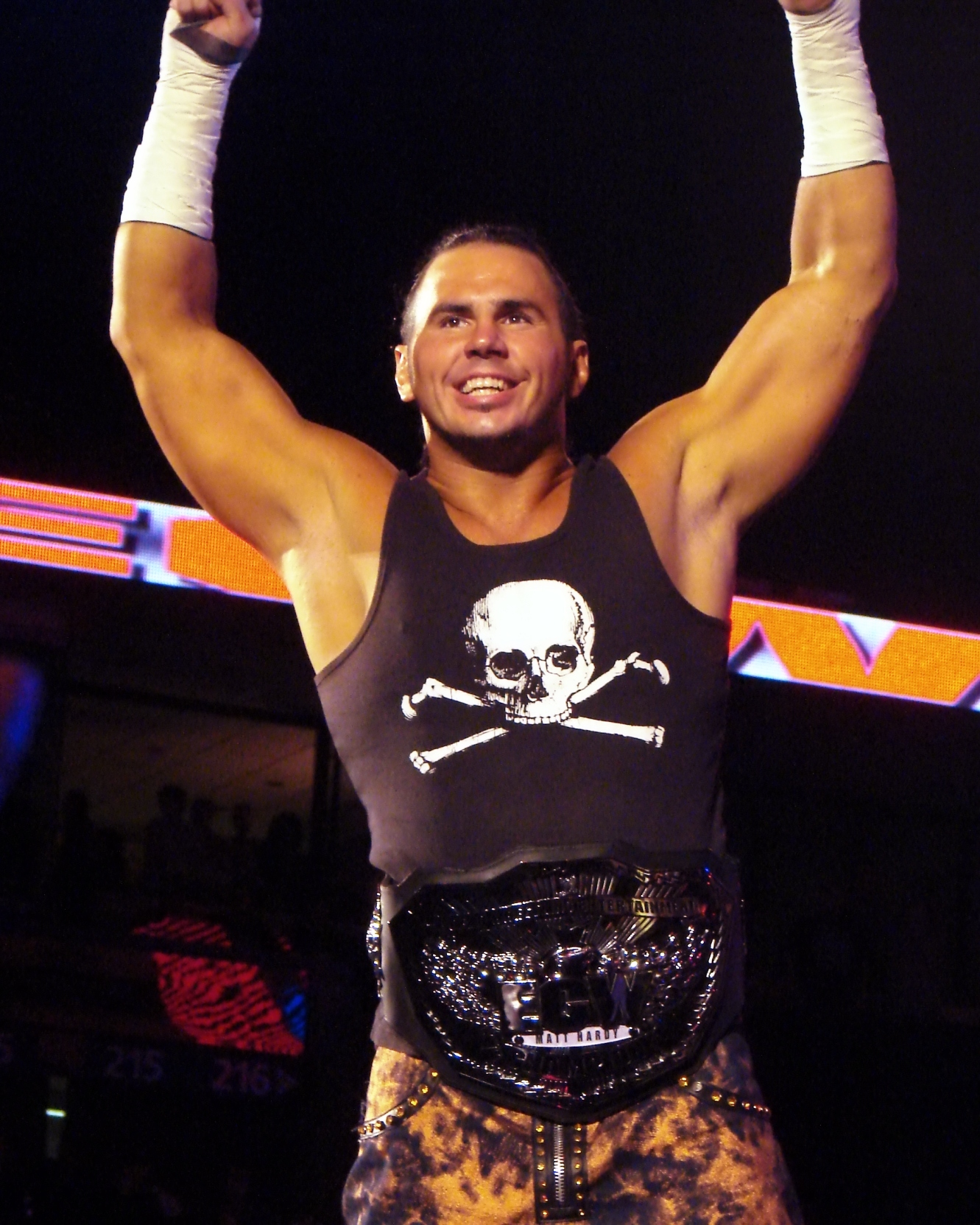
Matt como Campeón de la ECW.

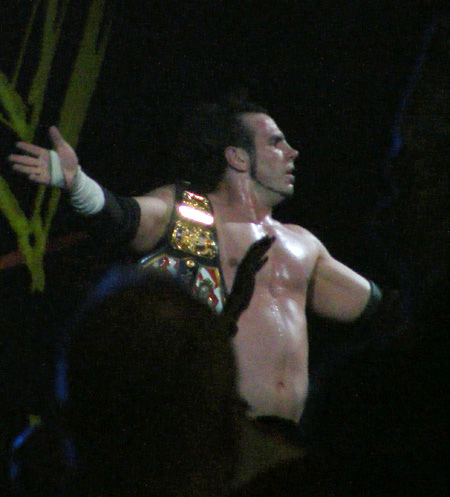
Hardy como Campeón de los Estados Unidos en 2008.

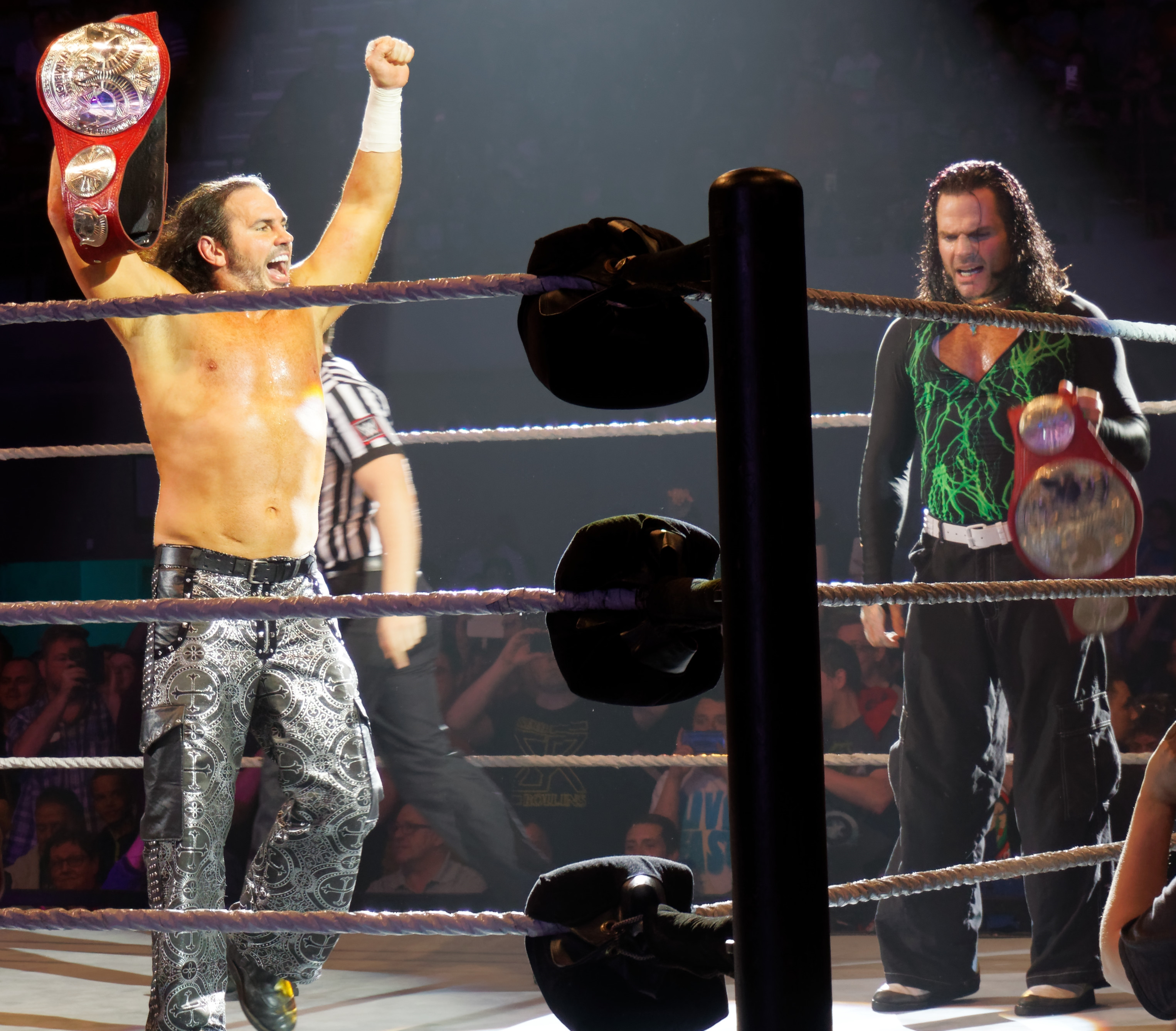
Matt junto a su hermano Jeff como Campeones en Parejas de Raw en 2017.

  - IWC Tag Team Championship (1 vez) – con Jeff Hardy (actual)
- All Star Wrestling (West Virginia)
  - ASW Tag Team Championship (1 vez) – con Jeff Hardy[97]

- The Crash
  - The Crash Tag Team Championship (1 vez) - Jeff Hardy[98][99]

- Future Stars of Wrestling
  - FSW Heavyweight Championship (1 vez)[100][101]

- House of Glory
  - HOG Tag Team Championship (1 vez) - Jeff Hardy[cita requerida]

- Maryland Championship Wrestling
  - MCW Tag Team Championship (1 vez) - Jeff Hardy[102]
  - MCW Heavyweight Championship (1 vez)
  - Extreme Rising World Championship (1 vez)

- National Championship Wrestling
  - NCW Heavyweight Championship (1 vez)[1]
  - NCW Light Heavyweight Championship (1 vez)[1]

- New Dimension Wrestling
  - NDW Light Heavyweight Championship (1 vez)[1]
  - NDW Tag Team Championship (1 vez) - con Jeff Hardy[103]

- New England Wrestling Alliance
  - NEWA Heavyweight Championship (1 vez)[1]
  - NEWA Hall of Fame (Clase de 2012)

- New Frontier Wrestling Association
  - NFWA Heavyweight Championship (1 vez)[1][6]
  - NFWA Tag Team Championship (1 vez) – con Venom[1]

- NWA 2000
  - NWA 2000 Tag Team Championship (1 vez)[1] – con Jeff Hardy

- Organization of Modern Extreme Grappling Arts
  - OMEGA Heavyweight Championship (2 veces)
  - OMEGA Tag Team Championship (1 vez) - con Will'o

- Total Nonstop Action Wrestling
  - TNA World Heavyweight Championship (2 veces)
  - TNA World Tag Team Championship (4 veces, actual) - con Jeff Hardy

- Ring of Honor
  - ROH World Tag Team Championship (1 vez) – con Jeff Hardy

- Wrestling Superstar
  - Wrestling Superstar Tag Team Championship (1 vez)[104] - con Jeff Hardy

- World Wrestling Federation / Entertainment
  - ECW Championship (1 vez)
  - WWE United States Championship (1 vez)
  - WWF Hardcore Championship (1 vez)
  - WWF European Championship (1 vez)
  - WWE Cruiserweight Championship (1 vez)
  - WWE Tag Team Championship (1 vez) - con MVP
  - Raw Tag Team Championship (2 veces) - con Jeff Hardy (1), Bray Wyatt (1)
  - SmackDown Tag Team Championship (1 vez) - con Jeff Hardy
  - World Tag Team Championship (6 veces) - con Jeff Hardy
  - WCW World Tag Team Championship (1 vez) - con Jeff Hardy
  - André the Giant Memorial Trophy (Quinto Ganador)

- Pro Wrestling Illustrated
  - Equipo del año (2000) con Jeff Hardy (The Hardy Boyz)[105]
  - Lucha del año (2000) con Jeff Hardy vs. The Dudley Boyz vs. Edge & Christian (WrestleMania 2000, 2 de abril)
  - Lucha del año (2001) con Jeff Hardy vs. The Dudley Boyz vs. Edge & Christian (WrestleMania X-Seven, 1 de abril)
  - Feudo del año (2005) con Lita vs. Edge[106]
  - Regreso del año (2017) - con Jeff Hardy
  - Situado en el N.º 435 en los PWI 500 de 1997[107]
  - Situado en el N.º 208 en los PWI 500 de 1998[108]
  - Situado en el N.º 100 en los PWI 500 de 1999[109]
  - Situado en el N.º 45 en los PWI 500 de 2000[110]
  - Situado en el N.º 22 en los PWI 500 de 2001[111]
  - Situado en el N.º 25 en los PWI 500 de 2002[112]
  - Situado en el N.º 17 en los PWI 500 de 2003[113]
  - Situado en el N.º 39 en los PWI 500 de 2004[114]
  - Situado en el N.º 90 en los PWI 500 de 2006[115]
  - Situado en el N.º 36 en los PWI 500 de 2007[116]
  - Situado en el N.º 41 en los PWI 500 de 2008[117]
  - Situado en el N.º 20 en los PWI 500 de 2009[118]
  - Situado en el N.º 66 en los PWI 500 de 2010[119]
  - Situado en el N.º 65 en los PWI 500 de 2011[120]
  - Situado en el N.º 103 en los PWI 500 de 2013[121]
  - Situado en el N.º 47 en los PWI 500 de 2014[122]
  - Situado en el N.º 74 en los PWI 500 de 2015[123]
  - Situado en el N.º 33 en los PWI 500 de 2016[124]
  - Situado en el N.º 45 en los PWI 500 de 2017[125]
  - Situado en el N.º 43 en los PWI 500 de 2018

- Wrestling Observer Newsletter
  - WON Mejor personaje - 2002, Gurú del Mattitude
  - WON Mejor Personaje - 2016, Genio Absurdo
  - WON Peor feudo del año - 2004, vs. Kane & Lita
  - Situado en el N.º 6 del WON Mejor pareja de la década (2000–2009), con Jeff Hardy[126]